# Ада Владимирова
Ада Владимирова (наст. имя и фамилия Олимпиада Владимировна Козырева, урожд. Ивойлова; 26 октября [7 ноября] 1890, Петербург, по другим данным, Александровск Екатеринославской губ. — 25 января 1985, Москва) — русская поэтесса, переводчица.

## Биография
Родилась в семье крупного промышленника.
Впервые выступила со стихами в студенческом журнале «Луч» (г. Симферополь, 1906), печаталась в периодических изданиях Харькова, Петрограда (с 1910). Принадлежала к окружению Елены Гуро, в ранних стихах подражала ей, участвовала также в изданиях эгофутуристов.
В 1921 переехала с мужем М. Я. Козыревым в Москву, к литературным группировкам не примыкала. В 1920-е годы летом жила в Лихославле Тверской губернии, писала стихи. Ранняя поэзия Владимировой получила высокую оценку символистов, поздняя — И. Бунина и профессора И. Н. Розанова.
После ареста и гибели мужа в заключении (1942) не печаталась как жена «врага народа», много переводила Шиллера, Бодлера, Франса, поэтов республик СССР.
В 1960-е годы вернулась в литературу, добилась реабилитации мужа, издавалась; композитор А. Пахмутова написала на стихи Владимировой несколько песен.
Умерла в писательском приюте в глубокой старости.

## Книги Ады Владимировой
- Дали вечерние. — СПб., 1913.
- Невыпитое сердце. — СПб.: Дом на Песочной, 1918.
- Кувшин синевы. — М.: Арт, 1922.
- Стихотворения. — М.: Никитинские субботники, 1927.
- Ливень. — М., 1928.
- Трудная радость. — М., 1930.
- Навстречу солнцу. — М., 1962.